# نلسون شل
نلسون شل (انگلیسی: Nelson Chelle؛ ۱۸ مه ۱۹۳۱ – December 17, 2001) ورزشکار بسکتبال اهل اروگوئه بود.
وی در مسابقات کشوری و بین‌المللی در مجموع برندهٔ ۱ مدال برنز شده‌است.